# Holland Smith
General Holand McTyeire Smith "Howlin 'Mad" Smith, KCB (Seale, Alabama, 20 d'abril de 1882 † San Diego, 12 de gener de 1967) va ser un General del Cos de Marines dels Estats Units durant la Segona Guerra Mundial. És considerat com el "pare" de la guerra moderna als EUA dels cossos amfibis.
En vigílies de la Segona Guerra Mundial, el general Smith va dirigir l'Exèrcit, Armada, Marina i la formació amfíbia, que va ser un factor important en l'èxit dels desembarcaments dels EUA a l'Atlàntic i el Pacífic. Més tard, va col·laborar en la preparació de l'Exèrcit dels EUA i les tropes canadenques per l'aterratge a Kiska i Attu, i després dirigir al Ve Cos Amfibi en els assalts a les illes Gilbert, les Marshall, Saipan, Tinian i a les Marianes.
Durant l'operació de les Mariannes, a més del V Cos Amfibi, va estar al comandament totes les tropes expedicionàries, inclosos els que recapturaren Guam. Després d'això, es va ocupar com el primer Comandant General de la Flota de Marina de la Força, el Pacífic, i es va dirigir Task Force 56 (Expedicionari de tropes) a Iwo Jima, que inclou totes les tropes d'assalt en aquesta batalla.
Es va retirar el 15 de maig de 1946, a l'edat de 64 anys, va ser ascendit a general a la llista de retirats per haver estat especialment recomanat en combat. Smith va establir la seva residència a La Jolla, Califòrnia, on va seguir el seu hobby, la jardineria. Després d'una llarga malaltia, va morir el 12 de gener de 1967 a l'Hospital Naval dels EUA a San Diego, Califòrnia, als 84 anys.